# 蔭山宏
蔭山 宏（かげやま ひろし、1945年 - ）は、日本の政治思想史学者。法学博士（慶應義塾大学・論文博士・1987年）。慶應義塾大学名誉教授。

## 経歴
1968年慶應義塾大学経済学部卒業（中村勝己研究会）。1970年一橋大学大学院社会学研究科修士課程修了。指導教官は鈴木秀勇。1974年一橋大学大学院社会学研究科博士課程単位取得退学。指導教官は大野精三郎。
1974年より一橋大学社会学部助手、1977年慶應義塾大学法学部政治学科専任講師、1982年同助教授、1987年同教授。2011年定年退職。

## 研究内容・業績
- ファシズム研究等を行い、1987年には『ワイマール文化とファシズム』で慶應義塾大学より法学博士の学位を取得[4]。保守革命などの概念をキーワードに、ワイマール文化とナチズムの連続性を指摘した。また、資料蒐集家としても知られた[1]。
- 指導学生に片山杜秀慶應義塾大学教授など[1]。

## 単著
- 『ワイマール文化とファシズム』みすず書房、1986
- 『崩壊の経験　現代ドイツ政治思想論集』慶應義塾大学出版会、2013
- 『カール・シュミット－ナチスと例外状況の政治学』中公新書、2020

### 共編
- 『近代国家の再検討 慶應義塾大学法学部政治学科開設百年記念論文集』鷲見誠一共編、慶應義塾大学出版会 1998

### 翻訳
- アーヴィング・ハウ編『世紀末の診断 1984年以後の世界』柳父圀近・千葉眞・檜山雅人共訳、みすず書房 1985
- ヘンリー・パクター『ワイマール・エチュード』柴田陽弘共訳、みすず書房 1989